# Фастовецкая
Фастовецкая — станица в Тихорецком районе Краснодарского края России. Административный центр Фастовецкого сельского поселения.
Население 8729 чел. (2021).

## География
Станица расположена на левом берегу реки Тихонькая (приток Челбаса), в 7 км северо-восточнее Тихорецка, где расположена ближайшая железнодорожная станция.

## История
Селение Тихорецкое было основано крестьянами Воронежской губернии в 1829 году. В 1834 оно стало центром Тихорецкой волости Ставропольского округа. В 1848 году селение преобразовано в станицу Тихорецкую.
Наиболее бурное развитие Тихорецкая получила после строительства Владикавказской железной дороги. Местные жители занимались не только сельским хозяйством, но и ремесленными промыслами: шерстобитными, гончарными, бондарными и др.
В 1888—1902 годах станица была центром Кавказского отдела Кубанской области. 
В годы Гражданской войны, белогвардейцы казнили своего политического противника — Семёна Фастовца.
С 1924 года станица в составе Тихорецкого района. 
В 1931 году Постановлением Президиума Центрального Исполнительного Комитета, станица Тихорецкая переименована в Фастовецкую(утверждено законом 30 апреля 1931 года).
В 1998 году был открыт Свято-Никольский храм.

## Население
| 1939 | 1959  | 1979  | 2002  | 2010  | 2021  |
| ---- | ----- | ----- | ----- | ----- | ----- |
| 7090 | ↘5771 | ↗7473 | ↗8694 | ↘8573 | ↗8729 |

## Достопримечательности
- Историко-краеведческий музей[10]
- Памятник неизвестному солдату
- Свято-Никольский храм

## Люди, связанные со станицей
- Першин, Константин Тимофеевич — Герой Советского Союза.
- Тыртышный, Дмитрий Георгиевич — Герой Социалистического Труда.
- Надеина, Любовь Ивановна — Герой Социалистического Труда.
- Брагина, Мария Ивановна — Герой Социалистического Труда.